# César Franck
César Franck, francoski skladatelj in orglavec belgijsko-nemškega rodu, * 10. december 1822, Liège, † 8. november 1890, Pariz.

## Življenjepis
César Auguste Jean Guillaume Hubert se je rodil očetu, katerega rodbina je izhajala iz belgijsko-nemške meje, ter nemški materi. Očetove ambicije so bile, naj bi Cesar postal koncertni pianist, preden se je leta 1837 vpisal na Pariški glasbeni konservatorij je študiral kompozicijo, je hodil na konservatorij v Liège-u. Leta 1842 se je za kratek čas vrnil v Belgijo, vendar se je leta 1844 vrnil v Pariz, kjer je ostal do konca življenja. V času obiskovanja pariškega konservatorija je dobil več nagrad za klavirsko in orgelsko igro ter fugo in kontrapunkt. S petindvajsetimi leti se je poročil s hčerko igralke, kar mu je njegova verna družina zamerila. Moral se je odseliti in začeti preživljati družino. Njegova odpoved karieri pianističnega virtuoza je pripeljala do zaostritve odnosov z očetom.
Med svojimi prvimi leti v Parizu se je Franck preživljal s poučevanjem glasbe, tako s privatnim kot institucionalnim. Na različnih mestih je deloval tudi kot organist: med letoma 1847 in 1851 je bil organist v cerkvi Notre Dame de Lorette, med letoma 1851 in 1858 pa v cerkvi St. Jean-St. Francois. V tem času se je seznanil z delom francoskega izdelovalca orgel Aristide Cavaillé-Collom in se izobraževal na področju izvajalske in improvizacijske tehnike na tem instrumentu. Leta 1858 je postal organist v novo posvečeni baziliki Saint Clotilde, kjer je deloval do svoje smrti.
Od leta 1872 do smrti je bil profesor orgelske igre na Pariškem konservatoriju. Med njegovimi učenci so bili Vincent d'Indy, Ernest Chausson, Louis Vierne in Henri Duparc. Posebna Franckova izvajalska vrlina je bila glasbena improvizacija na orglah; mnogi muzikologi pa ga obravnavajo kot največjega orgelskega skladatelja po J. S. Bachu. 
Leta 1890 je bil Franck udeležen v hudi prometni nesreči. Po njej je napisal znamenite Tri korale (Trois chorals) za orgle. Umrl je za posledicami nesreče, kmalu potem, ko je dokončal zadnjega od treh koralov. Pokopan je na pokopališču v Montparnassu v Parizu.

## Delo
Po letu 1870 mu je uspelo napisati nekaj cerkvenih skladb (maše in motete ter simfonične pesnitve). 
Njegova prva zbirka orgelskih kompozicij je bila izdana šele leta 1868, ko je bil star 46 let, vsebuje pa eno njegovih najboljših skladb za to glasbilo; 25-minutno Grande Pièce Symphonique. Ta skladba je tlakovala pot orgelskim simfonijam, ki so jih komponirali francoski skladatelji Charles-Marie Widor, Louis Vierne in Marcel Dupré.
César Franck je bil resen, strog in zadržan tudi kot skladatelj. Njegove skladbe niso bile za razvedrilo. Če niso nosile pečata molitve, jih je zaznamovala meditacija. V simfoničnih pesnitvah je združil dve obliki: variacijo in sonatni stavek in s pomočjo dveh tem uvedel v finalu sonatni alegro z obema temama.

## Opis
- Scenska glasba:
  - Stradella, opera v 3 dejanjih, CFF 229, 1841
  - Le Valet de ferme, opera v 3 dejanjih, CFF 230, 1851-53
  - Hulda, opera v 4 dejanjih, z epilogom, CFF 231, 1879-85
  - Ghiselle, opera v 4 dejanjih, CFF 232, 1888-90
- Oratorij Les Béatitudes (Blagri)
  - Les sept dernières paroles du christ en croix, 1859
- Maše:
  - Slovesna maša (FMV 59)
  - Maša fis-mol (FMV 61), orgle in orkester (z znano tenorsko arijo Panis angelicus)
- Moteti:
  - Quare fremuerunt gentes (FMV 67)
- Simfonije: 
  - Symphonie en ré mineur
- Simfonične pesnitve:
  - Le chasseur maudit (Zakleti lovec)
  - Psyché za soliste, zbor in orkester
  - Les Éolides (Eoli)
  - Les Djinns
- Orgelska glasba:
  - Grande pièce symphonique fis-mol, op. 17
  - Prélude, fugue, variation (po Francku) h-mol, op. 18
  - Pastorale E-dur op. 19
  - Prière cis-mol op. 20
  - Final B-dur op. 21
  - trije korali (E-dur, h-moll, a-mol)
  - offertorij g-mol (op.post.)
- Dela za orgle ali harmonij:
  - L'Organiste
  - L'Organiste 2 (44 Petites Pièces pour orgue ou harmonium)
  - 5 Pièces pour harmonium
- Klavirska glasba:
  - Eglogue op. 3
  - Premier Grand Caprice op. 5
  - Variations symphoniques pour piano et orchestre
  - Prélude, chorale et fugue
  - Prélude, aria et final
- Komorna glasba:
  - Grand trio za violino, violončelo in klavir, op. 6 (1834)
  - 3 trios concertants za violino, violončelo in klavir, fis-mol, B-dur, h-mol, op. 1 (1839-42)
  - Quatrième trio concertant za violino, violončelo in klavir, h-mol, op. 2 (1842)
  - Duo za violino in klavir, op. 14 (1844)
  - Klavirski kvintet, f-mol (1879)
  - Sonata za violino in klavir, A-dur (1886)
  - Godalni kvartet D-dur (1889)
- Samospevi